# 河原崎家の一族2
『河原崎家の一族2』（かわらざきけのいちぞく2）は、2003年6月6日にエルフより発売されたアダルトゲーム。及び、それを原作として2004年1月23日にピンクパイナップルより発売されたアダルトアニメ。

## アダルトゲーム版

### 概要
本作は、人里離れた土地に建つ館を舞台にした猟奇性と淫靡性の溢れるシナリオと、タイトルや河原崎縄綱の名称にある『河原崎』を除けば、前作『河原崎家の一族』との共通点は一切無い。つまり、前作とは独立した世界の続編である。
ゲームシステムには改良が加えられ、本編ウィンドウとは別にシナリオの分岐がよくわかる別ウィンドウ「ナビマップ」が用いられるなど、MS-DOS時代に制作された前作とは違い、Windows時代に相応しい仕様となっている。
『完全版』では、ゲームシステムに更なる改良が加えられて操作性が向上している他、セックスシーンが秒間30フレームでアニメーション処理されるようになった。また、Win版発売当時のエルフファンクラブ会員専用だったミニゲームが、おまけ要素として同梱されている。
シナリオは蛭田昌人と土天冥海、 キャラクターデザインと原画はりんしんが担当。

### あらすじ
田舎の人里離れた山奥に建つ館・河原崎家。そこでは、当主の河原崎縄綱が数人の使用人達と共に暮らしていた。縄綱が64歳の誕生日を迎えるその日、彼の養子の智樹と真樹、そして杏奈が館に集められる。杏奈の恋人である主人公の優馬も、彼女と共に河原崎家を訪れていた。
その夜、優馬は縄綱と使用人達が行う異質な性行為を、偶然にも覗き見てしまう。メイドの一人・美香は困惑の色を隠せない優馬の前に跪くと、そのまま彼の股間へ顔を埋め、フェラチオを開始。予想外かつ続け様の異変と襲い来る快感に、優馬はたまらず射精してしまうが、美香は何の躊躇いも恥じらいも見せること無く、精液を浴びた顔に不敵な笑みを浮かべるのだった。
困惑に次ぐ困惑の事態。しかしそれは、この館に渦巻くドス黒い陰謀の序章でしかなかったことを、優馬は後に知ることになる。杏奈を連れて館を出ようとする彼の前には、何度も何度も河原崎家の門が立ち塞がるのだ。

### 登場人物
声優陣はアダルトゲーム版・アダルトアニメ版共に共通だが、全て非公開。

#### 主人公
優馬（ゆうま）
杏奈の恋人で、彼女と同じ大学に通う平凡な大学生。

#### ヒロイン
個別のエンディングはあるが、トゥルー（＝ハッピー）エンディングは杏奈にしか用意されていない。
杏奈（あんな）
優馬の恋人で、縄綱の養子3人の1人。養父の誕生日を祝うために河原崎の館へ帰ったところ、惨劇に巻き込まれる。性格は優しく、人格問題者である縄綱にさえ、娘としての気遣いを向ける。実母の形見である指輪を大切にしている。優馬とは付き合い始めて半年。互いにキスすらしてないが、優馬の事は大好き。
真樹（まき）
縄綱の養子3人の1人で、智樹の妹。縄綱の誕生日を祝うために智樹と共に館へ呼び寄せられ、惨劇に巻き込まれる。外見も言動も幼いが、ませたところがあり、年上の男性として主人公に興味を示す。癇癪持ちな兄の機嫌を損ねないよう、常に気を遣いながらの生活を送っている。
鈴音（すずね）
河原崎の館で住み込みのメイドとして働く少女。父親が縄綱に対して莫大な借金を抱えてしまい、その肩代わりとして館へ連れてこられる。そのために縄綱らに逆らうことができず、彼の手先として不本意ながら主人公らを罠にはめようとするが、実質的には被害者側の立場。
美香（みか）
河原崎の館で勤めるメイドの女性。性格は残虐かつ凶暴で、メイドというよりは女王様。縄綱の手先として、主人公らを恐怖の淵へ追い込んでいく。幼少期に父親から性的虐待を受けていた経験が影響してか、大の男嫌い。優馬が車で逃亡する際には後部座席に隠れており、彼を脅迫して事故を起こすきっかけとなる。なお、とあるシーンで登場する老婆は数十年後の美香であることが示唆されている。
奈津子（なつこ）
河原崎の館付近の森を、恋人の健吾と共に散策していた女性。優馬も見惚れる長い黒髪と美しい顔立ちをしている。河原崎家とは何の関係も持っていないが、カメラマン志望である恋人の為、豪奢な屋敷の撮影を稲垣に申し入れた。しかし不幸にも「宴」の日に訪れてしまった事と、その美貌ゆえに縄綱らに拉致され、惨劇へ巻き込まれてしまう。

#### その他
河原崎縄綱（かわらざき なわつな）
河原崎家の当主を務める老男性。一代にして財を成したが、今では落ちぶれて使用人らと共に斜陽生活を送っている。女装趣味や猟奇趣味を持つ上、奈津子と健吾を拉致して惨劇に巻き込んで喜ぶなど、常軌を逸した性格と性癖を持つ人格破綻者。64歳の誕生日を前に、縁ある杏奈たちを屋敷へ招くが、その心中にはドス黒く邪悪な野望を燃やしており、今回の惨劇も縄綱自身が起こした。
稲垣（いながき）
河原崎家の執事を務める男性。縄綱に忠誠を尽くしており、美香と共に手足となって働く。美香のボンデージを着ることもある。縄綱への忠誠心は筆舌に尽くしがたく、その言動には神の如く崇める精神が滲み出ている。だが、それ以外の者に対する態度は慇懃無礼極まりなく、人間味を一切感じさせない。
智樹（ともき）
縄綱の養子3人の1人で、真樹の兄。縄綱の誕生日を祝うために真樹と共に館へ呼び寄せられ、惨劇に巻き込まれる。気性が荒く独りよがりな性格な上に癇癪持ちで、少しでも思いどおりにならない途端に怒り狂う面倒臭い男。しかも「杏奈の恋人は自分こそ相応しい」と、本気で思い込むほど杏奈に屈折した感情を抱いており、ことあるごとに優馬と衝突する。
健吾（けんご）
奈津子の恋人でカメラマン。奈津子と共に縄綱らに拉致され、惨劇に巻き込まれる。ゲームの展開によってはギロチンにかけられて死亡する。

## アダルトアニメ版
『河原崎家の一族2 THE ANIMATION』（かわらざきけのいちぞく2 ジ・アニメーション）のタイトルで、ピンクパイナップルより全4巻で発売された。VHS版・DVD版共に各巻30分。
アダルトゲーム版のキャラクターデザイナーであるりんしんがパッケージやポスターの原画を手掛けている。
- 『惨の一 生贄たちの戯れ』（発売日：2004年1月23日）
- 『惨の二 死への誘い』（発売日：2004年3月26日）
- 『惨の三 淫虐の迷宮』（発売日：2004年7月23日）
- 『惨の四 陰惨なる螺旋』（発売日：2004年8月27日）

2008年9月25日には、価格を改めて全4巻を全2巻に纏めたDVD廉価版『河原崎家の一族2 THE ANIMATION The Best』（かわらざきけのいちぞく2 ジ・アニメーション ザ・ベスト）の『惨の一』と『惨の二』が同時に発売された。
スタッフ
- 原作 - エルフ『河原崎家の一族2』
- 監督・脚本・絵コンテ - 杜野幼青
- 演出 - 内田祐司
- キャラクター原案 - りんしん
- キャラクターデザイン - ムラオミノル
- 作画監督 - 枚方二郎
- 音響監督 - 薫計
- スーパーバイザー - Dr.POCHI
- プロデューサー - 織賀進
- アニメーションプロデューサー - 越中おさむ
- アニメーション制作 - アームス
- 製作 - ピンクパイナップル

## 関連書籍
河原崎家の一族2 完全ガイド
辰巳出版より発行。アダルトゲーム版の原画や解説を掲載。ISBN 4886419747